# Berry Johnston
Berry Johnston (Oklahoma, 25 september 1935) is een professionele pokerspeler uit de Verenigde Staten. In 1986 werd hij (officieus) wereldkampioen door het Main Event van de World Series of Poker (WSOP) te winnen. In 1982 werd Johnston daarin derde en in 1990 vijfde. Johnston werd in 2004 opgenomen in de Poker Hall of Fame.
Johnston won van 1982 tot en met 2010 ieder jaar prijzengeld in ten minste één WSOP-toernooi, goed voor in totaal zestig WSOP-cashes. Op de World Series of Poker 2011 lukte dit hem voor de eerste keer in dertig jaar niet. Hij kwam in het Main Event nog wel tot de laatste 710 (van 6865 deelnemers), maar kon niet doordringen tot de groep van 693 spelers die in het prijzengeld eindigden.

## World Series of Poker-titels
| Jaar | Toernooi                                    | Prijs    |
| ---- | ------------------------------------------- | -------- |
| 1983 | $2.500 Match Play                           | $40.000  |
| 1986 | $10.000 No Limit Hold'em World Championship | $570.000 |
| 1990 | $2.500 Limit Hold'em                        | $254.000 |
| 1995 | $1.500 Limit Omaha                          | $91.200  |
| 2001 | $1.500 Razz                                 | $83.810  |